# Litewskie Towarzystwo Naukowe
Litewskie Towarzystwo Naukowe – instytucja naukowa i popularnonaukowa założona w Wilnie z inicjatywy Jonasa Basanaviciusa. Towarzystwo skupiało ludzi zajmujących się dziejami Litwy, historią języka i literaturą litewską. Towarzystwo powstało w 1907.
Towarzystwo prowadziło badania nad antropologią, etnografią, historią i archeologią Litwy (głównie Wileńszczyzny); brało udział w przygotowywaniu i publikacji podręczników szkolnych. Biblioteka lituanistyczna Towarzystwa liczyła ok. 40 tys. tomów.
Towarzystwo miało siedzibę w pałacu Vileišisa (Petras Vileišis był jednym z członków Towarzystwa).
W styczniu 1938 towarzystwo zostało rozwiązane przez polskie władze. W styczniu 1939 Towarzystwo wznowiło działalność pod zmienioną nazwą Litewskiego Towarzystwa Miłośników Nauk. Po zajęciu Wilna przez Litwinów, stało się częścią Litewskiej Akademii Nauk.
Zobacz też: Towarzystwo Przyjaciół Nauk w Wilnie